# 安乎村
安乎村（あいがむら）は、兵庫県津名郡にあった村。現在の洲本市安乎町平安浦、安乎町中田、安乎町古宮、安乎町北谷、安乎町山田原、安乎町宮野原にあたる。

## 地理
- 海洋：大阪湾
- 河川：岩戸川

## 歴史
- 1889年（明治22年）4月1日 - 町村制の施行により、平安村・平安浦・豊秋村の区域をもって発足。
- 1955年（昭和30年）3月31日 - 洲本市に編入。同日安乎村廃止。

## 交通

### 道路
- 国道28号

現在は旧村域に神戸淡路鳴門自動車道の安乎バスストップが所在するが、当時は未開通。